# Алон Бен-Меїр
Алон Бен-Меір — професор міжнародних відносин та досліджень Близького Сходу в The New School і Нью-Йоркському університеті та директор близькосхідного відділення в World Policy Institute. 
Доктор Алон Бен-Меір є експертом у галузі близькосхідної політики та справ, що стосуються мирних переговорів між Ізраїлем і арабськими державами.
Протягом останніх 25 років доктор Бен-Меір брав безпосередню участь у різних переговорах і виступав як сполучна ланка між уповноваженими арабськими та ізраїльськими чиновниками. Він також регулярно проводить брифінги в Державному департаменті США для іноземних гостей.
Статті Алона Бен-Меіра часто з’являється в багатьох газетах, журналах і сайтах, включаючи the Middle East Times, the Christian Science Monitor, Le Monde, American Chronicle, the Week, the Political Quarterly, Israel Policy Forum, Gulf Times, the Peninsula, Джерусалем пост, and the Huffington Post[джерело?].
Він також регулярно бере участь у телевізійних і радіопередачах таких, як CNN, FOX, PBS, ABC, Аль-Джазіра (англійською та арабською мовами) і NPR.
Алон Бен-Меір є автором шести книг[джерело?], присвячених політиці Близького Сходу і наразі працює над книгою про ізраїльсько-палестинський конфлікт[джерело?]. Доктор Бен-Меір має ступінь магістра з філософії та докторський ступінь у галузі міжнародних відносин Оксфордського університету[джерело?]. Він вільно розмовляє англійською, арабською та івритом.